# Elektron
Elektron fue una serie de satélites científicos soviéticos lanzados por parejas. Cotejaban las medidas simultáneas de los flujos de partículas en los cinturoes de radiación, internos y externos, alrededor de la Tierra y los fenómenos físicos relacionados con ellos, así como otros asuntos de naturaleza astrofísica.

## Elektron 1 y Elektron 2
En 30 de enero de 1964 la Unión Soviética colocó en el espacio el primer par de satélites de la serie Elektron: Elektron 1 y Elektron 2. Fueron lanzados desde Baikonur por un cohete Vostok-K. Elektron 1 entró en una órbita con 61° de inclinación, a 406–7100 km de altitud y Elektron 2 fue puesto en una órbita más excéntrica de 460-68 200 km, también con 61° de inclinación. El periodo orbital de Elektron 2 era ocho veces mayor que lo de Elektron 1.

Elektron 1 fue liberado de la etapa final (Bloque Е) del vehículo lanzador mientras este todavía estaba funcionando y activo un pequeño cohete sólido adicional para alejarse de la etapa mientras seguía ascendiendo para liberar el segundo satélite.  Los dos satélites transmitían sus datos en las frecuencias de 19 343 MHz, 19 954 MHz, 20 005 MHz, 30 0075 MHz y 90 0225 MHz[].

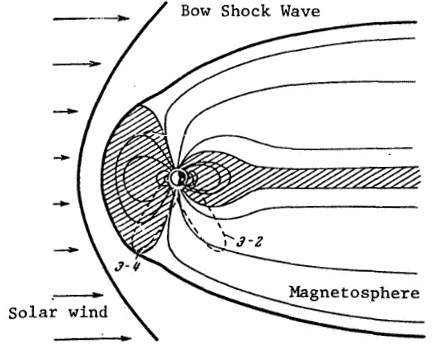
Las órbitas de los satélites 2 y 4 respecto a la magnetosfera.

Elektron 1 tenía un formato cilíndrico, con 1.3 m de largo y 0,75 m de diámetro, con seis soportes para paneles solares. En la base del satélite había cuatro antenas paralelas y en el otro extremo había otras seis antenas.
Elektron 2 también era básicamente cilíndrico, con 2.4 m de largo y 1.8 m de diámetro, pero la parte externa del cuerpo del satélite estaba cubierta por células solares. En la base había un panel solar y una antena. En el otro extremo del satélite había una segunda antena, menor, cerca de los magnetómetros.
El lanzamiento del primer par de satélites Elektrons fue planeado para coincidir con un mínimo en la actividad solar.

## Elektron 3 y Elektron 4
El segundo par de satélites Elektron, Elektron 3 y Elektron 4, fueron lanzados en 10 de julio de 1964, y eran virtualmente idénticos al primer par. Los dos satélites fueron colocados en los mismos planos orbitales del par anterior, pero con un desfase de 180° entre Elektron 3 y Elektron 1 y de 180° entre Elektron 4 y Elektron 2. 
Elektron 3 tenía el mismo diseño de Elektron 1, sin embargo con una carga mayor y Elektron 4 tenía el mismo diseño de Elektron 2.

## Propósitos de los satélites Elektron
El propósito de los satélites del programa Elektron era:
- estudiar los cinturones de radiación, internos y externos, alrededor de la Tierra.
- estudiar partículas cargadas de baja energía.
- medir la concentración de electrones y iones positivos.
- estudiar el campo magnético de la Tierra y su relación con los cinturones de radiación.[4]
- estudiar la componente nuclear de la radiación cósmica.
- estudiar la radiación solar en el rango de ondas-cortas.
- estudiar la propagación de ondas de radio en diferentes longitudes de onda.
- estudiar la radiación oriunda de la Galaxia.
- estudiar la densidad de material meteorítico.

## Datos sobre la misión
| Fecha de Lanzamiento | Satélite   | inclinación (grados) | Periodo (minutos) | Perigeo | Apogeo | Masa |
| -------------------- | ---------- | -------------------- | ----------------- | ------- | ------ | ---- |
| 30 de enero de 1964  | Elektron 1 | 61                   | 169               | 406     | 7.100  | 329  |
| 30 de enero de 1964  | Elektron 2 | 61                   | 1.360             | 460     | 68.200 | 444  |
| 10 de julio de 1964  | Elektron 3 | 60,5                 | 168               | 405     | 7.040  | 350  |
| 10 de julio de 1964  | Elektron 4 | 60,5                 | 1.314             | 459     | 66.236 | 444  |